# Lista de nomes de ciclones tropicais
Ciclones tropicais e ciclones subtropicais são nomeados por vários centros de aviso para simplificar a comunicação entre meteorologistas e o público em geral sobre previsões, alertas e avisos. Os nomes destinam-se a reduzir a confusão em caso de tempestades simultâneas na mesma bacia. Geralmente, uma vez que as tempestades produzem velocidades de vento sustentadas de mais de 33 kn (61 km/h; 38 mph), os nomes são atribuídos em ordem a partir de listas pré-determinadas, dependendo de qual bacia de origem. No entanto, os padrões variam de bacia para bacia: algumas depressões tropicais são nomeadas no Pacífico ocidental, enquanto os ciclones tropicais devem ter uma quantidade significativa de ventos de galerna ocorrendo ao redor do centro antes de serem nomeados no Hemisfério Sul.
Antes do início formal da nomeação, ciclones tropicais foram nomeados em homenagem aos lugares, objetos ou dias de festa dos Santos em que ocorreram. O crédito para o primeiro uso de nomes pessoais para sistemas meteorológicos é geralmente dado ao meteorologista do Governo de Queensland Clement Wragge, que nomeou sistemas entre 1887 e 1907. Este sistema de nomear sistemas meteorológicos posteriormente caiu em desuso por vários anos após Wragge se aposentar, até que foi revivido na segunda parte da Segunda Guerra Mundial para o Pacífico Ocidental. Esquemas formais de nomenclatura e listas de nomes foram posteriormente introduzidos e desenvolvidos para as bacias do Pacífico Oriental, Central, Ocidental e meridional, bem como para a região australiana, Oceano Atlântico e Oceano Índico.

## História
| Instituições de nomenclatura de cilones tropicais | Instituições de nomenclatura de cilones tropicais                                                                                        | Instituições de nomenclatura de cilones tropicais                                                      | Instituições de nomenclatura de cilones tropicais |
| Bacia                                             | Instituição | Área de responsabilidade                                                                               |                                                   |
| ------------------------------------------------- | --- | --- | ------------------------------------------------- |
| Hemisfério Norte                                  | | |                                                   |
| Atlântico Norte Pacífico Leste                    | Estados Unidos Centro Nacional de Furacões                                                                                               | Equador para norte, Costas da Europa e África Atlântica – 140°W                                        | [ 1 ]                                             |
| Pacífico central                                  | Estados Unidos Centro de Furacões do Pacífico Central                                                                                    | Equador para norte, 140°W - 180°                                                                       | [ 1 ]                                             |
| Pacífico Oriental                                 | Agência Meteorológica do Japão PAGASA (Unofficial)                                                                                       | Equator – 60°N, 180 – 100°E 5°N – 21°N, 115°E – 135°E                                                  | [ 2 ] [ 3 ]                                       |
| Oceano Índico Norte                               | Departamento Meteorológico da Índia | Equator northward, 100°E – 40°E                                                                        | [ 4 ]                                             |
| Hemisfério Sul                                    | | |                                                   |
| Oceano Índico Sudoeste                            | Mauritius Meteorological Services Météo Madagascar Météo France Reunion                                                                  | Equador – 40°S, 55°E – 90°E Equador – 40°S, African Coast – 55°E Equador – 40°S, Costa Áfricana – 90°E | [ 5 ]                                             |
| Região Australiana                                | Agência Meteorológica, Climatológica e Geofísica da Indonésia Papua New Guinea National Weather Service Australian Bureau of Meteorology | Equator – 10°S, 90°E – 141°E Equador – 10°S, 141°E – 160°E 10°S – 40°S, 90°E – 160°E                   | [ 6 ]                                             |
| Pacífico Sul                                      | Serviço Meteorológico de Fiji Serviço Meteorológico de Nova Zelândia                                                                     | Equador – 25°S, 160°E – 120°W 25°S – 40°S, 160°E – 120°W                                               | [ 6 ]                                             |
| Atlântico Sul                                     | Centro Hidrográfico da Marinha do Brasil (Não oficial)                                                                                   | Equador – 35°S, Costa do Brasil – 20°W                                                                 | [ 7 ]                                             |

Atualmente, ciclones tropicais são oficialmente nomeados por um dos onze centros de alerta e mantêm os seus nomes ao longo das suas vidas para facilitar a comunicação eficaz de previsões e perigos relacionados a tempestades para o público em geral. Isto é especialmente importante quando várias tempestades ocorrem simultaneamente na mesma bacia oceânica. Os nomes são geralmente atribuídos por ordem a partir de listas pré-determinadas, uma vez que produzem uma, três ou dez minutos de velocidade do vento sustentada de mais de 65 km/h (40 mph). Contudo, as normas variam de bacia para bacia, com alguns sistemas nomeados no Pacífico Ocidental quando se desenvolvem em depressões tropicais ou entram na área de responsabilidade da PAGASA. Dentro do Hemisfério Sul, os sistemas devem ser caracterizados por uma quantidade significativa de ventos fortes que ocorrem ao redor do centro antes de serem nomeados.
Qualquer membro dos comités de furacões, tufões e ciclones tropicais da Organização Meteorológica Mundial pode solicitar que o nome de um ciclone tropical seja retirado ou retirado das várias listas de nomes de ciclones tropicais. Um nome é retirado ou retirado se um consenso ou a maioria dos membros concordar que o sistema adquiriu uma notoriedade especial, tais como causar um grande número de mortes e quantidades de danos, impacto, ou por outras razões especiais. A denominação de substituição é seguidamente apresentada à comissão competente e votada, mas esses nomes podem ser rejeitados e substituídos por outro nome, por várias razões: estes motivos incluem a ortografia e a pronúncia do nome, a semelhança com o nome de um recente ciclone tropical ou em outra lista de nomes, e o comprimento do nome para os modernos canais de comunicação, como média social. A PAGASA também retira os nomes de ciclones tropicais significativos quando causaram, pelo menos, mil milhões em pesos filipinos de danos ou causaram, pelo menos, 300 mortes.

## Oceano Atlântico Norte

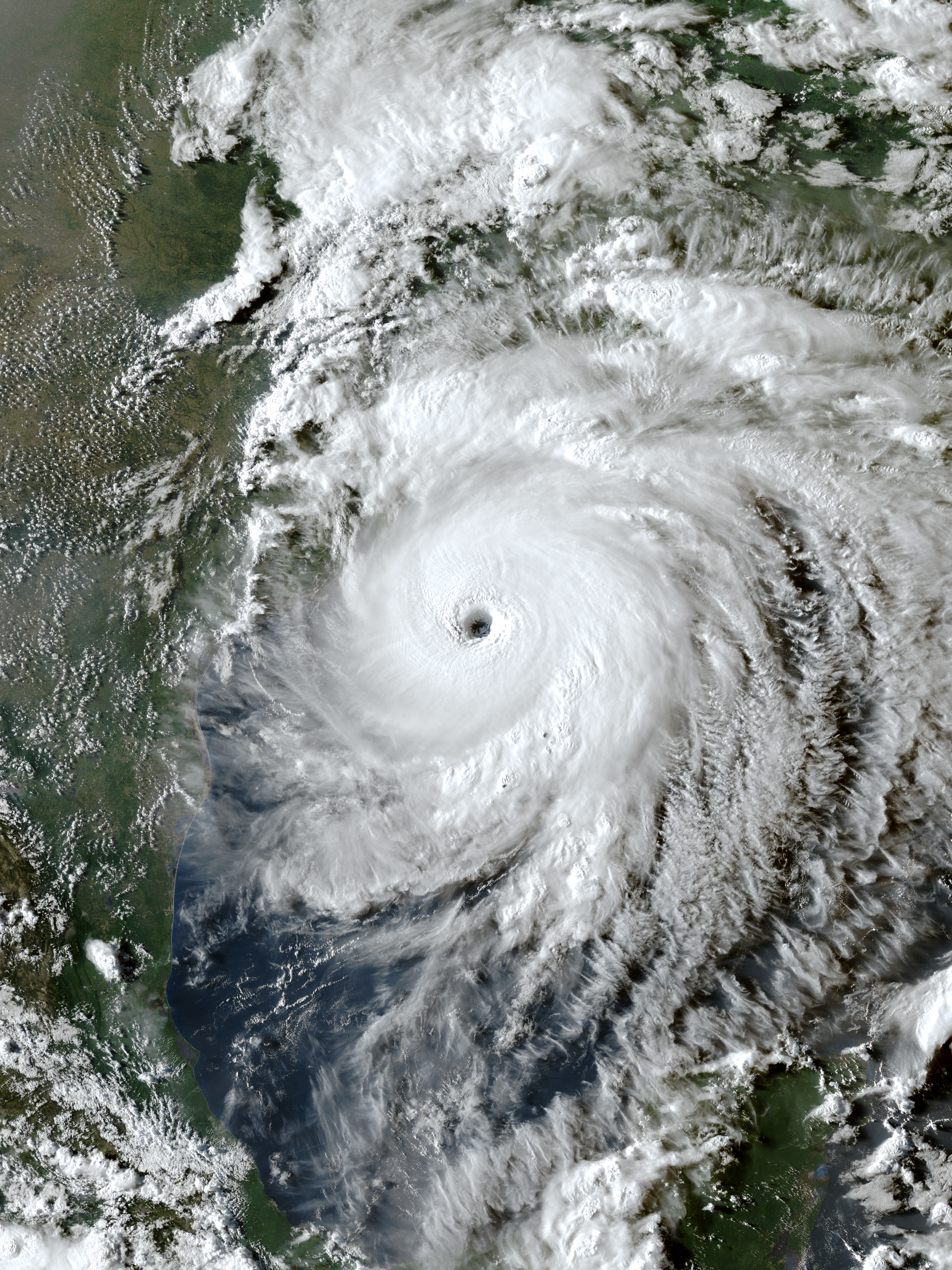
Furacão Laura perto da intensidade máxima em aproximação à Louisiana em agosto de 2020

Dentro da bacia do Atlântico Norte, tempestades tropicais ou subtropicais são nomeadas pelo Centro Nacional de furacões dos Estados Unidos (NHC/RSMC Miami), quando eles são julgados por ter ventos sustentados de pelo menos 1 minuto de pelo menos 34 kn (39 mph; 63 km/h). O nome selecionado vem de uma das seis listas alfabéticas rotativas de vinte e um nomes, que são mantidos pelo Comité de furacões RA IV da Organização Meteorológica Mundial. Estas listas omitem as letras Q, U, X, Y e Z, rodam de ano para ano e alternam entre nomes masculinos e femininos. Os nomes de ciclones tropicais significativos são retirados das listas, com um nome de substituição selecionado na próxima reunião do Comité de furacões. Se forem utilizados todos os nomes de uma lista para uma época, quaisquer tempestades tropicais ou subtropicais adicionais são nomeadas em homenagem às letras do alfabeto grego. Caso alguma destas letras precisasse de ser retirada, então a letra seria listada como retirada; no entanto, a letra grega permaneceria disponível.
| 2021           | 2021    | 2021    | 2021      | 2021     | 2021     | 2021     | 2021      | 2021     | 2021     | 2021      | 2021   |
| -------------- | ------- | ------- | --------- | -------- | -------- | -------- | --------- | -------- | -------- | --------- | ------ |
| Nomes          | Ana     | Bill    | Claudette | Danny    | Elsa     | Fred     | Grace     | Henri    | Ida      | Julian    | Kate   |
| Nomes          | Larry   | Mindy   | Nicholas  | Odette   | Peter    | Rose     | Sam       | Teresa   | Victor   | Wanda     |        |
| 2022           |         |         |           |          |          |          |           |          |          |           |        |
| Nomes          | Alex    | Bonnie  | Colin     | Danielle | Earl     | Fiona    | Gaston    | Hermine  | Ian      | Julia     | Karl   |
| Nomes          | Lisa    | Martin  | Nicole    | Owen     | Paula    | Richard  | Shary     | Tobias   | Virginie | Walter    |        |
| 2023           |         |         |           |          |          |          |           |          |          |           |        |
| Nomes          | Arlene  | Bret    | Cindy     | Don      | Emily    | Franklin | Gert      | Harold   | Idalia   | Jose      | Katia  |
| Nomes          | Lee     | Margot  | Nigel     | Ophelia  | Philippe | Rina     | Sean      | Tammy    | Vince    | Whitney   |        |
| 2024           |         |         |           |          |          |          |           |          |          |           |        |
| Nomes          | Alberto | Beryl   | Chris     | Debby    | Ernesto  | Francine | Gordon    | Helene   | Isaac    | Joyce     | Kirk   |
| Nomes          | Leslie  | Milton  | Nadine    | Oscar    | Patty    | Rafael   | Sara      | Tony     | Valerie  | William   |        |
| 2025           |         |         |           |          |          |          |           |          |          |           |        |
| Nomes          | Andrea  | Barry   | Chantal   | Dexter   | Erin     | Fernand  | Gabrielle | Humberto | Imelda   | Jerry     | Karen  |
| Nomes          | Lorenzo | Melissa | Nestor    | Olga     | Pablo    | Rebekah  | Sebastien | Tanya    | Van      | Wendy     |        |
| 2026           |         |         |           |          |          |          |           |          |          |           |        |
| Nomes          | Arthur  | Bertha  | Cristobal | Dolly    | Edouard  | Fay      | Gonzalo   | Hanna    | Isaias   | Josephine | Kyle   |
| Nomes          | Leah    | Marco   | Nana      | Omar     | Paulette | Rene     | Sally     | Teddy    | Vicky    | Wilfred   |        |
| Lista auxiliar |         |         |           |          |          |          |           |          |          |           |        |
| Nomes          | Adria   | Braylen | Caridad   | Deshawn  | Emery    | Foster   | Gemma     | Heath    | Isla     | Jacobus   | Kenzie |
| Nomes          | Lucio   | Makayla | Nolan     | Orlanda  | Pax      | Ronin    | Sophie    | Tayshaun | Viviana  | Will      |        |

## Oceano Pacífico Leste

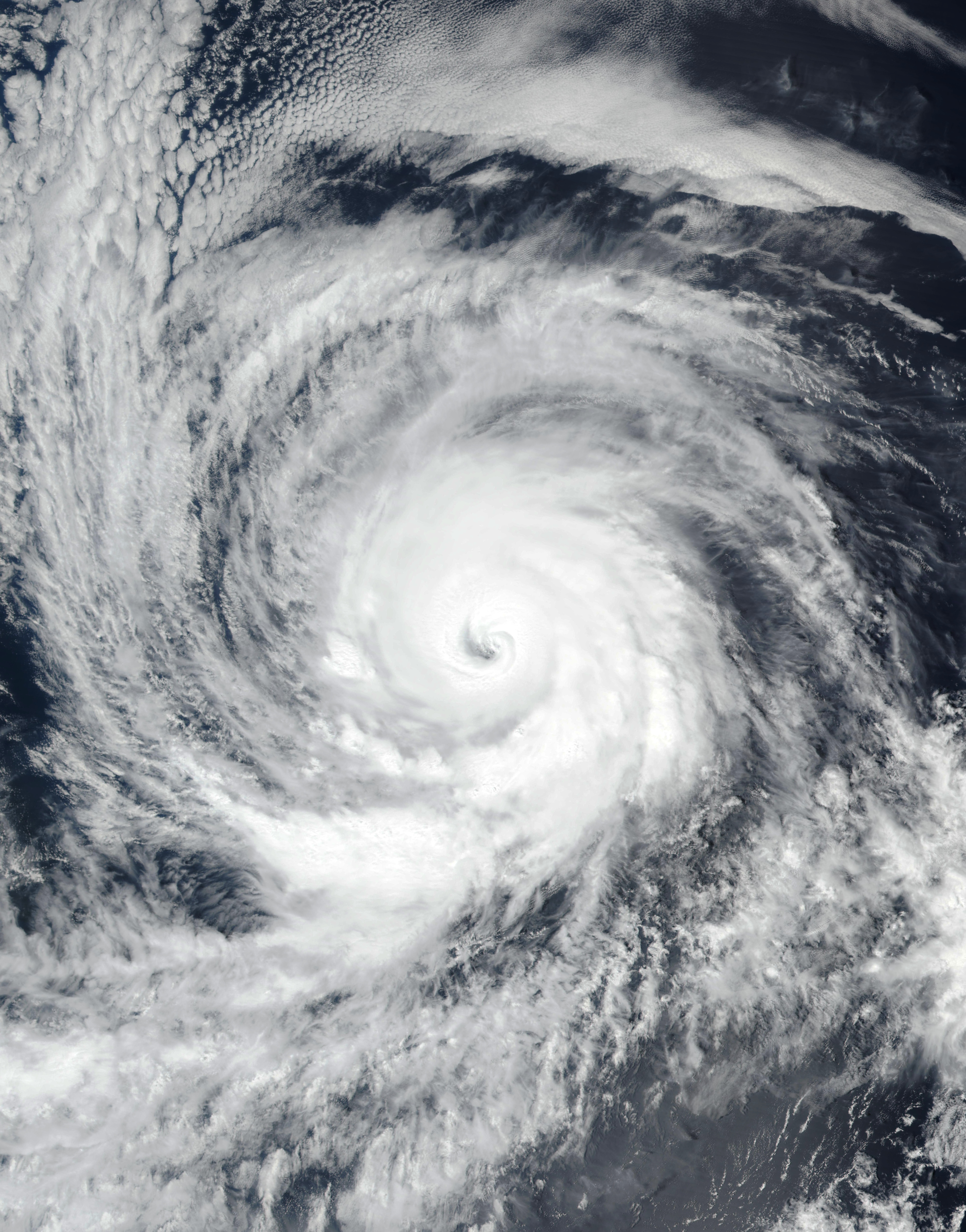
Furacão Marie perto da intensidade máxima em outubro de 2020

No Leste do Oceano Pacífico, existem dois centros de avisos a atribuir nomes de ciclones tropicais em nome da Organização Meteorológica Mundial, quando são considerados para intensificaram-se em uma tempestade tropical com ventos de pelo menos 34 kn (39 mph; 63 km/h). Os ciclones tropicais que se intensificam em tempestades tropicais, entre a costa das Américas e 140°W são nomeados pelo Centro Nacional de Furacões (NHC/RSMC Miami), enquanto a intensificação de ciclones tropicais em tempestades tropicais, entre 140°W e 180° são nomeados pelo Centro de Furacões do Pacífico Central (CPHC/RSMC Honolulu). Os nomes de ciclones tropicais significativos tiveram os seus nomes retirados das listas e um depois foi selecionado um nome de substituição no próximo Comité de furacões da Organização Meteorológica Mundial.

### Pacífico Norte (leste de 140°W)
Quando uma depressão tropical se intensifica para uma tempestade tropical a norte do Equador entre a costa das Américas e 140°W, ela será nomeada pelo NHC. Há seis listas de nomes que giram a cada seis anos e começam com as letras A—Z usadas, saltando Q E U, com cada nome alternando entre um nome masculino ou feminino. Os nomes de ciclones tropicais significativos são retirados das listas, com um nome de substituição selecionado na próxima reunião do Comité de furacões. Se todos os nomes de uma lista são usados, tempestades são nomeadas usando as letras do alfabeto grego.
| 2019         | 2019     | 2019    | 2019     | 2019      | 2019    | 2019     | 2019      | 2019      | 2019     | 2019     | 2019    | 2019   |
| ------------ | -------- | ------- | -------- | --------- | ------- | -------- | --------- | --------- | -------- | -------- | ------- | ------ |
| Nomes        | Alvin    | Barbara | Cosme    | Dalila    | Erick   | Flossie  | Gil       | Henriette | Ivo      | Juliette | Kiko    | Lorena |
| Nomes        | Mario    | Narda   | Octave   | Priscilla | Raymond | Sonia    | Tico      | Velma     | Wallis   | Xina     | York    | Zelda  |
| 2020         |          |         |          |           |         |          |           |           |          |          |         |        |
| Nomes        | Amanda   | Boris   | Cristina | Douglas   | Elida   | Fausto   | Genevieve | Hernan    | Iselle   | Julio    | Karina  | Lowell |
| Nomes        | Marie    | Norbert | Odalys   | Polo      | Rachel  | Simon    | Trudy     | Vance     | Winnie   | Xavier   | Yolanda | Zeke   |
| 2021         |          |         |          |           |         |          |           |           |          |          |         |        |
| Nomes        | Andres   | Blanca  | Carlos   | Dolores   | Enrique | Felicia  | Guillermo | Hilda     | Ignacio  | Jimena   | Kevin   | Linda  |
| Nomes        | Marty    | Nora    | Olaf     | Pamela    | Rick    | Sandra   | Terry     | Vivian    | Waldo    | Xina     | York    | Zelda  |
| 2022         |          |         |          |           |         |          |           |           |          |          |         |        |
| Nomes        | Agatha   | Blas    | Celia    | Darby     | Estelle | Frank    | Georgette | Howard    | Ivette   | Javier   | Kay     | Lester |
| Nomes        | Madeline | Newton  | Orlene   | Paine     | Roslyn  | Seymour  | Tina      | Virgil    | Winifred | Xavier   | Yolanda | Zeke   |
| 2023         |          |         |          |           |         |          |           |           |          |          |         |        |
| Nomes        | Adrian   | Beatriz | Calvin   | Dora      | Eugene  | Fernanda | Greg      | Hilary    | Irwin    | Jova     | Kenneth | Lidia  |
| Nomes        | Max      | Norma   | Otis     | Pilar     | Ramon   | Selma    | Todd      | Veronica  | Wiley    | Xina     | York    | Zelda  |
| 2024         |          |         |          |           |         |          |           |           |          |          |         |        |
| Nomes        | Aletta   | Bud     | Carlotta | Daniel    | Emilia  | Fabio    | Gilma     | Hector    | Ileana   | John     | Kristy  | Lane   |
| Nomes        | Miriam   | Norman  | Olivia   | Paul      | Rosa    | Sergio   | Tara      | Vicente   | Willa    | Xavier   | Yolanda | Zeke   |
| Referências: |          |         |          |           |         |          |           |           |          |          |         |        |

### Oceano Pacífico norte central (140°W a 180°)

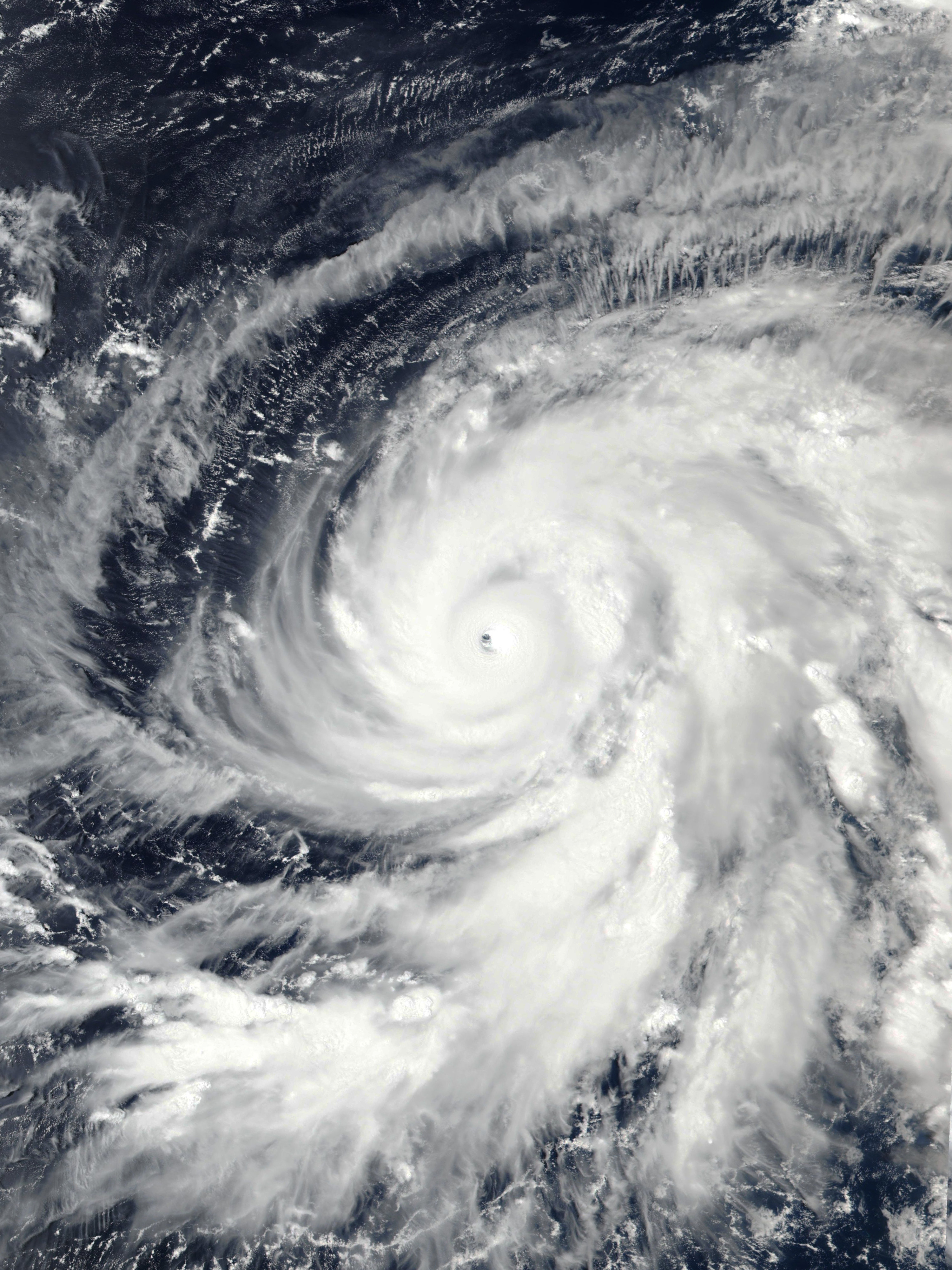
Furacão Walaka em outubro de 2018, no máximo de intensidade a sul do Atol Johnston

Quando uma depressão tropical se intensifica para uma tempestade tropical a norte do Equador entre 140°W e 180°, ela é nomeada pelo CPHC. Quatro listas de nomes havaianos são mantidas pelo Comité de furacões da Organização Meteorológica Mundial, girando sem consideração ao ano, com o primeiro nome para um ano novo sendo o próximo nome em sequência que não foi usado no ano anterior. Os nomes de ciclones tropicais significativos são retirados das listas, com um nome de substituição selecionado na próxima reunião do Comité de furacões.
| List         | nomes | nomes | nomes  | nomes  | nomes | nomes | nomes | nomes | nomes | nomes | nomes | nomes  |
| ------------ | ----- | ----- | ------ | ------ | ----- | ----- | ----- | ----- | ----- | ----- | ----- | ------ |
| 1            | Akoni | Ema   | Hone   | Iona   | Keli  | Lala  | Moke  | Nolo  | Olana | Pena  | Ulana | Wale   |
| 2            | Aka   | Ekeka | Hene   | Iolana | Keoni | Lino  | Mele  | Nona  | Oliwa | Pama  | Upana | Wene   |
| 3            | Alika | Ele   | Huko   | Iopa   | Kika  | Lana  | Maka  | Neki  | Omeka | Pewa  | Unala | Wali   |
| 4            | Ana   | Ela   | Halola | Iune   | Kilo  | Loke  | Malia | Niala | Oho   | Pali  | Ulika | Walaka |
| Referências: |       |       |        |        |       |       |       |       |       |       |       |        |

## Oceano Pacífico Ocidental (180° – 100°E)

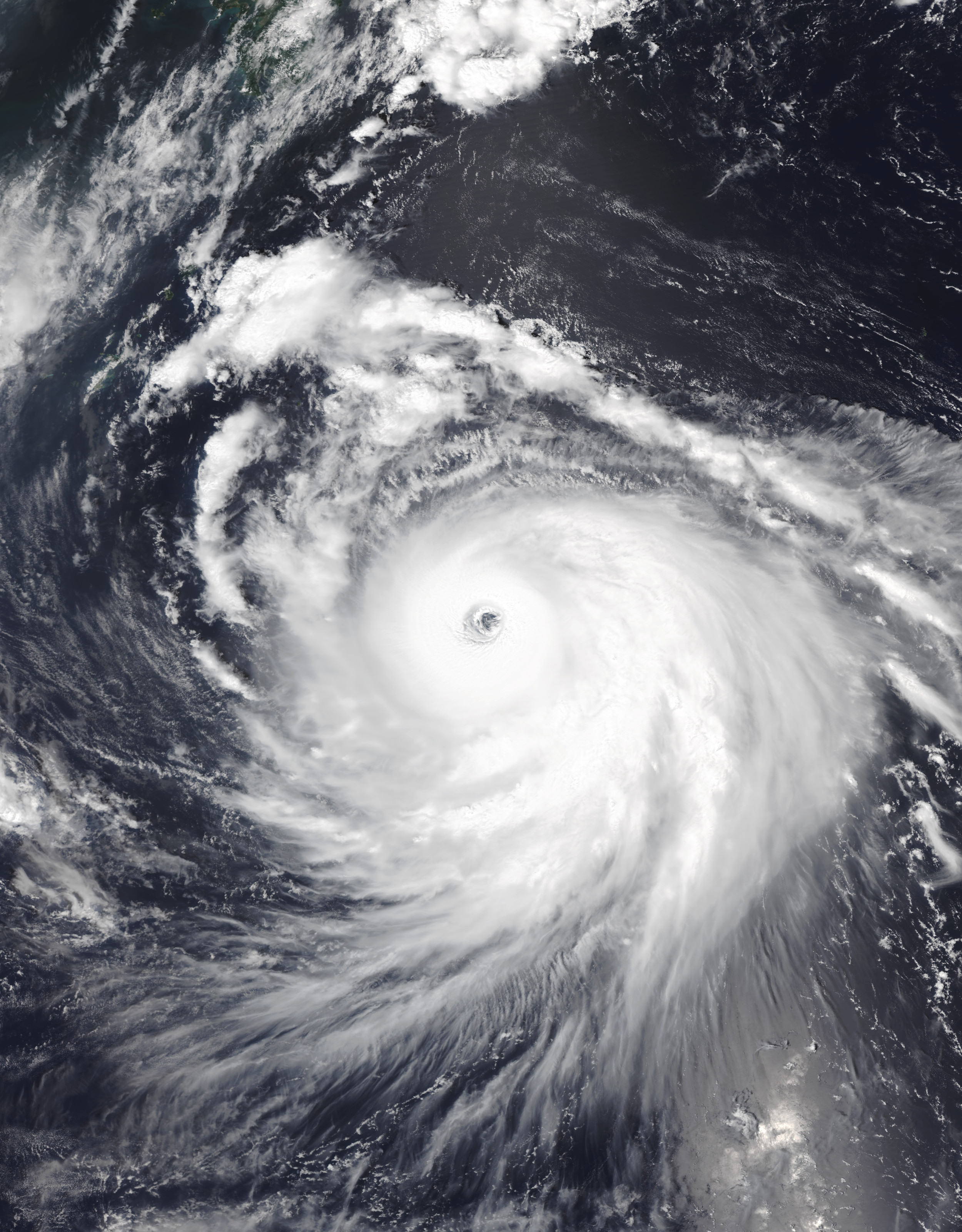
Tufão Haishen em setembro de 2020, no máximo de intensidade a sudeste do Japão

Ciclones tropicais que ocorrem no hemisfério norte entre o anti-meridiano e 100°E são oficialmente nomeados pela Agência Meteorológica do Japão quando se tornam tempestades tropicais. No entanto, a PAGASA também nomeia ciclones tropicais que ocorrem ou se desenvolvem em depressões tropicais dentro da sua área de responsabilidade definida entre 5°N-25°N e 115°E–135°E. Isso muitas vezes resulta em ciclones tropicais na região com dois nomes.

### Nomes internacionais
São atribuídos nomes internacionais pela Agência Meteorológica do Japão aos ciclones tropicais no Pacífico Ocidental, quando eles se tornam uma tempestade tropical com 10 minutos de ventos sustentados de pelo menos 34 kn (39 mph; 63 km/h). Os nomes são utilizados sequencialmente, independentemente do ano, e são retirados de cinco listas de nomes que foram preparados pelo Comité de tufões ESCAP/OMM, depois de cada um dos 14 membros ter apresentado 10 nomes em 1998. A ordem dos nomes a utilizar foi determinada colocando o nome inglês dos membros por ordem alfabética. Os membros do Comité podem solicitar a retirada ou substituição do nome de um sistema se este provocar uma destruição maciça ou por outras razões, tais como o número de mortes.
| 1            | Damrey   | Haikui   | Kirogi   | Yun-yeung | Koinu    | Bolaven   | Sanba    | Jelawat | Ewiniar  | Maliksi | Gaemi   | Prapiroon | Maria     | Son-Tinh |
| 1            | Ampil    | Wukong   | Jongdari | Shanshan  | Yagi     | Leepi     | Bebinca  | Pulasan | Soulik   | Cimaron | Jebi    | Krathon   | Barijat   | Trami    |
| 2            | Kong-rey | Yutu     | Toraji   | Man-yi    | Usagi    | Pabuk     | Wutip    | Sepat   | Mun      | Danas   | Nari    | Wipha     | Francisco | Lekima   |
| 2            | Krosa    | Bailu    | Podul    | Lingling  | Kajiki   | Faxai     | Peipah   | Tapah   | Mitag    | Hagibis | Neoguri | Bualoi    | Matmo     | Halong   |
| 3            | Nakri    | Fengshen | Kalmaegi | Fung-wong | Kammuri  | Phanfone  | Vongfong | Nuri    | Sinlaku  | Hagupit | Jangmi  | Mekkhala  | Higos     | Bavi     |
| 3            | Maysak   | Haishen  | Noul     | Dolphin   | Kujira   | Chan-hom  | Linfa    | Nangka  | Saudel   | Molave  | Goni    | Atsani    | Etau      | Vamco    |
| 4            | Krovanh  | Dujuan   | Surigae  | Choi-wan  | Koguma   | Champi    | In-fa    | Cempaka | Nepartak | Lupit   | Mirinae | Nida      | Omais     | Conson   |
| 4            | Chanthu  | Dianmu   | Mindulle | Lionrock  | Kompasu  | Namtheun  | Malou    | Nyatoh  | Rai      | Malakas | Megi    | Chaba     | Aere      | Songda   |
| 5            | Trases   | Mulan    | Meari    | Ma-on     | Tokage   | Hinnamnor | Muifa    | Merbok  | Nanmadol | Talas   | Noru    | Kulap     | Roke      | Sonca    |
| 5            | Nesat    | Haitang  | Nalgae   | Banyan    | Yamaneko | Pakhar    | Sanvu    | Mawar   | Guchol   | Talim   | Doksuri | Khanun    | Lan       | Saola    |
| Referências: |          |          |          |           |          |           |          |         |          |         |         |           |           |          |

### Filipinas

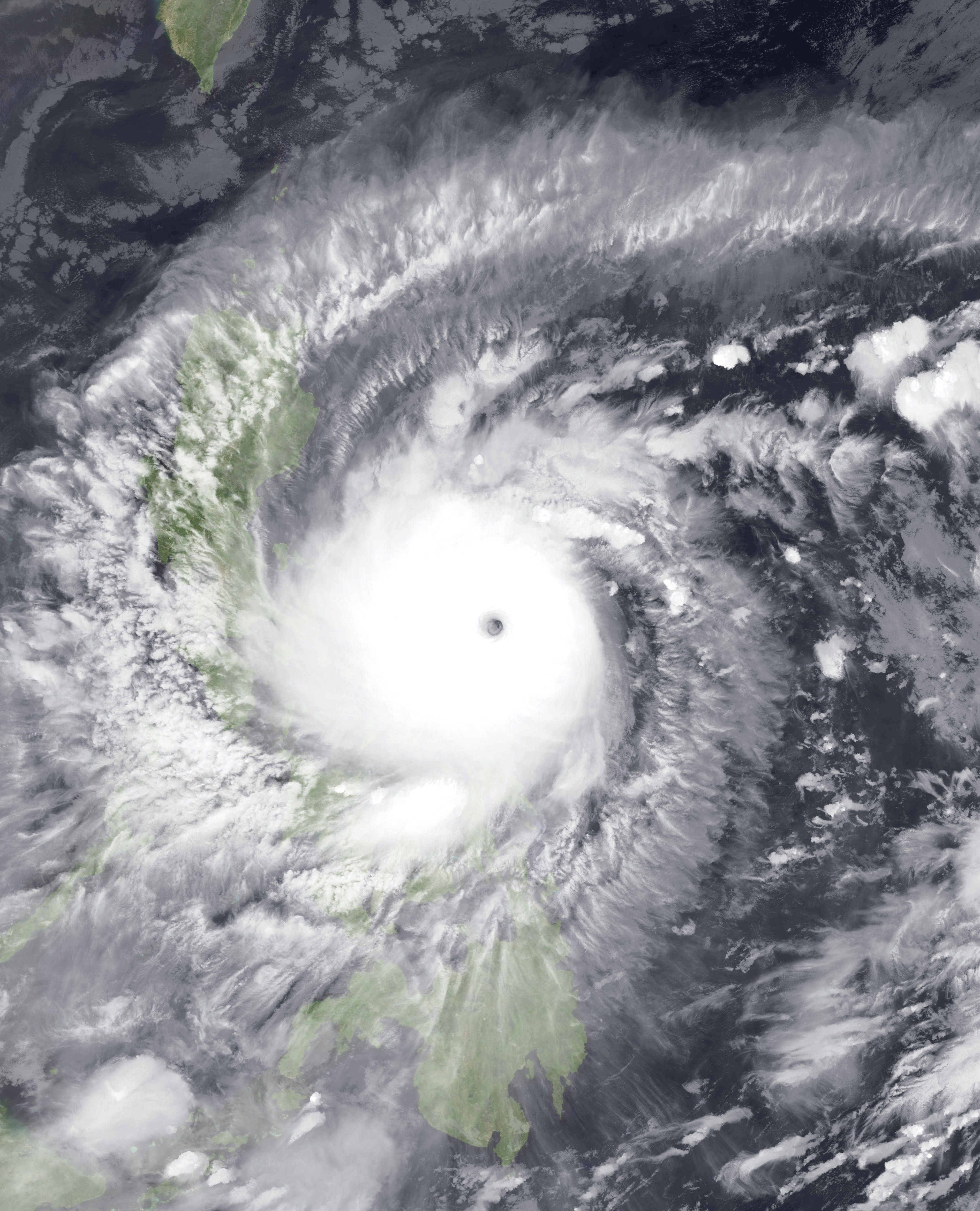
Tufão Rolly (Goni) na máxima intensidade, pouco antes do desembarque nas Filipinas em outubro de 2020

Desde 1963, a PAGASA tem operado de forma independente seu próprio esquema de nomenclatura para ciclones tropicais que ocorrem dentro da sua própria área de Responsabilidade Filipina. Os nomes são retirados de quatro listas diferentes de 25 nomes e são atribuídos quando um sistema se move para uma depressão tropical ou se desenvolve dentro da jurisdição da PAGASA. As quatro listas de nomes são alternadas de quatro em quatro anos, com os nomes de ciclones tropicais significativos retirados se tiverem causado nas Filipinas, pelo menos, ₱ mil milhões de danos ou pelo menos 300 mortes; as substituições aos nomes retirados são retiradas da lista de nomes reservados da agência. Caso se esgote a lista de nomes de um determinado ano, os nomes são retirados de uma lista auxiliar, sendo os primeiros dez publicados todos os anos.
| Principal    | Auring  | Bising  | Crising  | Dante    | Emong  | Fabian   | Gorio   | Huaning | Isang   | Jolina | Kiko     | Lannie   | Maring  |
| Principal    | Nando   | Odette  | Paolo    | Quedan   | Ramil  | Salome   | Tino    | Uwan    | Verbena | Wilma  | Yasmin   | Zoraida  |         |
| Auxiliar     | Alamid  | Bruno   | Conching | Dolor    | Ernie  | Florante | Gerardo | Hernan  | Isko    | Jerome |          |          |         |
| 2022         |         |         |          |          |        |          |         |         |         |        |          |          |         |
| Principal    | Agaton  | Basyang | Caloy    | Domeng   | Ester  | Florita  | Gardo   | Henry   | Inday   | Josie  | Karding  | Luis     | Maymay  |
| Principal    | Neneng  | Obet    | Paeng    | Queenie  | Rosal  | Samuel   | Tomas   | Umberto | Venus   | Waldo  | Yayang   | Zeny     |         |
| Auxiliar     | Agila   | Bagwis  | Chito    | Diego    | Elena  | Felino   | Gunding | Harriet | Indang  | Jessa  |          |          |         |
| 2023         |         |         |          |          |        |          |         |         |         |        |          |          |         |
| Principal    | Amang   | Betty   | Chedeng  | Dodong   | Egay   | Falcon   | Goring  | Hanna   | Ineng   | Jenny  | Kabayan  | Liwayway | Marilyn |
| Principal    | Nimfa   | Onyok   | Perla    | Quiel    | Ramon  | Sarah    | Tamaraw | Ugong   | Viring  | Weng   | Yoyoy    | Zigzag   |         |
| Auxiliar     | Abe     | Berto   | Charo    | Dado     | Estoy  | Felion   | Gening  | Herman  | Irma    | Jaime  |          |          |         |
| 2024         |         |         |          |          |        |          |         |         |         |        |          |          |         |
| Principal    | Aghon   | Butchoy | Carina   | Dindo    | Enteng | Ferdie   | Gener   | Helen   | Igme    | Julian | Kristine | Leon     | Marce   |
| Principal    | Nika    | Ofel    | Pepito   | Querubin | Romina | Siony    | Tonyo   | Upang   | Vicky   | Warren | Yoyong   | Zosimo   |         |
| Auxiliar     | Alakdan | Baldo   | Clara    | Dencio   | Estong | Felipe   | Gomer   | Heling  | Ismael  | Julio  |          |          |         |
| Referências: |         |         |          |          |        |          |         |         |         |        |          |          |         |

## Oceano Índico Norte (45°E – 100°E)

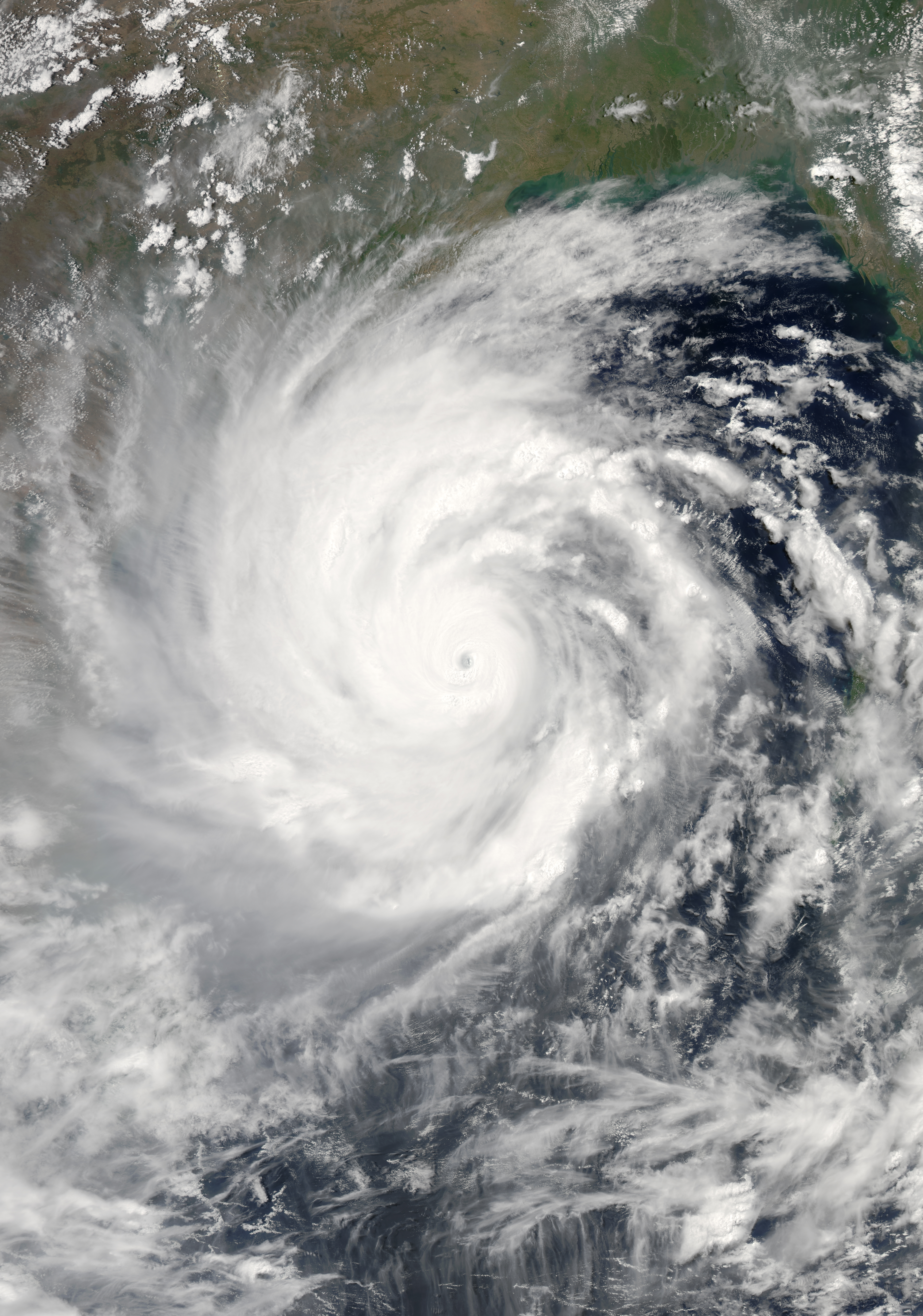
Ciclone Amphan perto da máxima intensidade sobre a Baía de Bengala em maio de 2020

Dentro do Oceano Índico Norte entre 45°E-100°E, ciclones tropicais são nomeados pelo Departamento Meteorológico da Índia (IMD/RSMC New Delhi), quando eles são considerados como tendo se intensificado em tempestades ciclônicas com velocidades de vento sustentadas de 3 minutos de, pelo menos, 34 kn (39 mph; 63 km/h). Se uma tempestade ciclônica se mover para a bacia a partir do Pacífico ocidental, então ele vai manter o seu nome original. No entanto, se o sistema se enfraquecer para uma depressão profunda e, posteriormente, se reintensificar depois de se deslocar para a região, então será atribuído um novo nome. Em maio de 2020, a designação do ciclone Amphan esgotou a lista original de nomes estabelecida em 2004. Foi preparada uma nova lista de nomes, que será utilizada por ordem alfabética para tempestades após Amphan.
| Lista | Nação contribuinte | Nação contribuinte | Nação contribuinte | Nação contribuinte | Nação contribuinte | Nação contribuinte | Nação contribuinte | Nação contribuinte | Nação contribuinte | Nação contribuinte | Nação contribuinte | Nação contribuinte | Nação contribuinte |
| Lista | Bangladesh         | Índia              | Irão               | Maldivas           | Myanmar            | Omã                | Paquistão          | Catar              | Árabia Saudita     | Sri Lanka          | Tailândia          | U.A.E.             | Iémen              |
| ----- | ------------------ | ------------------ | ------------------ | ------------------ | ------------------ | ------------------ | ------------------ | ------------------ | ------------------ | ------------------ | ------------------ | ------------------ | ------------------ |
| 1     | Nisarga            | Gati               | Nivar              | Burevi             | Tauktae            | Yaas               | Gulab              | Shaheen            | Jawad              | Asani              | Sitrang            | Mandous            | Mocha              |
| 2     | Biparjoy           | Tej                | Hamoon             | Midhili            | Michaung           | Remal              | Asna               | Dana               | Fengal             | Shakhti            | Montha             | Senyar             | Ditwah             |
| 3     | Arnab              | Murasu             | Akvan              | Kaani              | Ngamann            | Sail               | Sahab              | Lulu               | Ghazeer            | Gigum              | Thianyot           | Afoor              | Diksam             |
| 4     | Upakul             | Aag                | Sepand             | Odi                | Kyarthit           | Naseem             | Afshan             | Mouj               | Asif               | Gagana             | Bulan              | Nahhaam            | Sira               |
| 5     | Barshon            | Vyom               | Booran             | Kenau              | Sapakyee           | Muzn               | Manahil            | Suhail             | Sidrah             | Verambha           | Phutala            | Quffal             | Bakhur             |
| 6     | Rajani             | Jhar               | Anahita            | Endheri            | Wetwun             | Sadeem             | Shujana            | Sadaf              | Hareed             | Garjana            | Aiyara             | Daaman             | Ghwyzi             |
| 7     | Nishith            | Probaho            | Azar               | Riyau              | Mwaihout           | Dima               | Parwaz             | Reem               | Faid               | Neeba              | Saming             | Deem               | Hawf               |
| 8     | Urmi               | Neer               | Pooyan             | Guruva             | Kywe               | Manjour            | Zannata            | Rayhan             | Kaseer             | Ninnada            | Kraison            | Gargoor            | Balhaf             |
| 9     | Meghala            | Prabhanjan         | Arsham             | Kurangi            | Pinku              | Rukam              | Sarsar             | Anbar              | Nakheel            | Viduli             | Matcha             | Khubb              | Brom               |
| 10    | Samiron            | Ghurni             | Hengame            | Kuredhi            | Yinkaung           | Watad              | Badban             | Oud                | Haboob             | Ogha               | Mahingsa           | Degl               | Shuqra             |
| 11    | Pratikul           | Ambud              | Savas              | Horangu            | Linyone            | Al-jarz            | Sarrab             | Bahar              | Bareq              | Salitha            | Phraewa            | Athmad             | Fartak             |
| 12    | Sarobor            | Jaladhi            | Tahamtan           | Thundi             | Kyeekan            | Rabab              | Gulnar             | Seef               | Alreem             | Rivi               | Asuri              | Boom               | Darsah             |
| 13    | Mahanisha          | Vega               | Toofan             | Faana              | Bautphat           | Raad               | Waseq              | Fanar              | Wabil              | Rudu               | Thara              | Saffar             | Samhah             |

## Oceano Índico Sudoeste (África – 90°E)

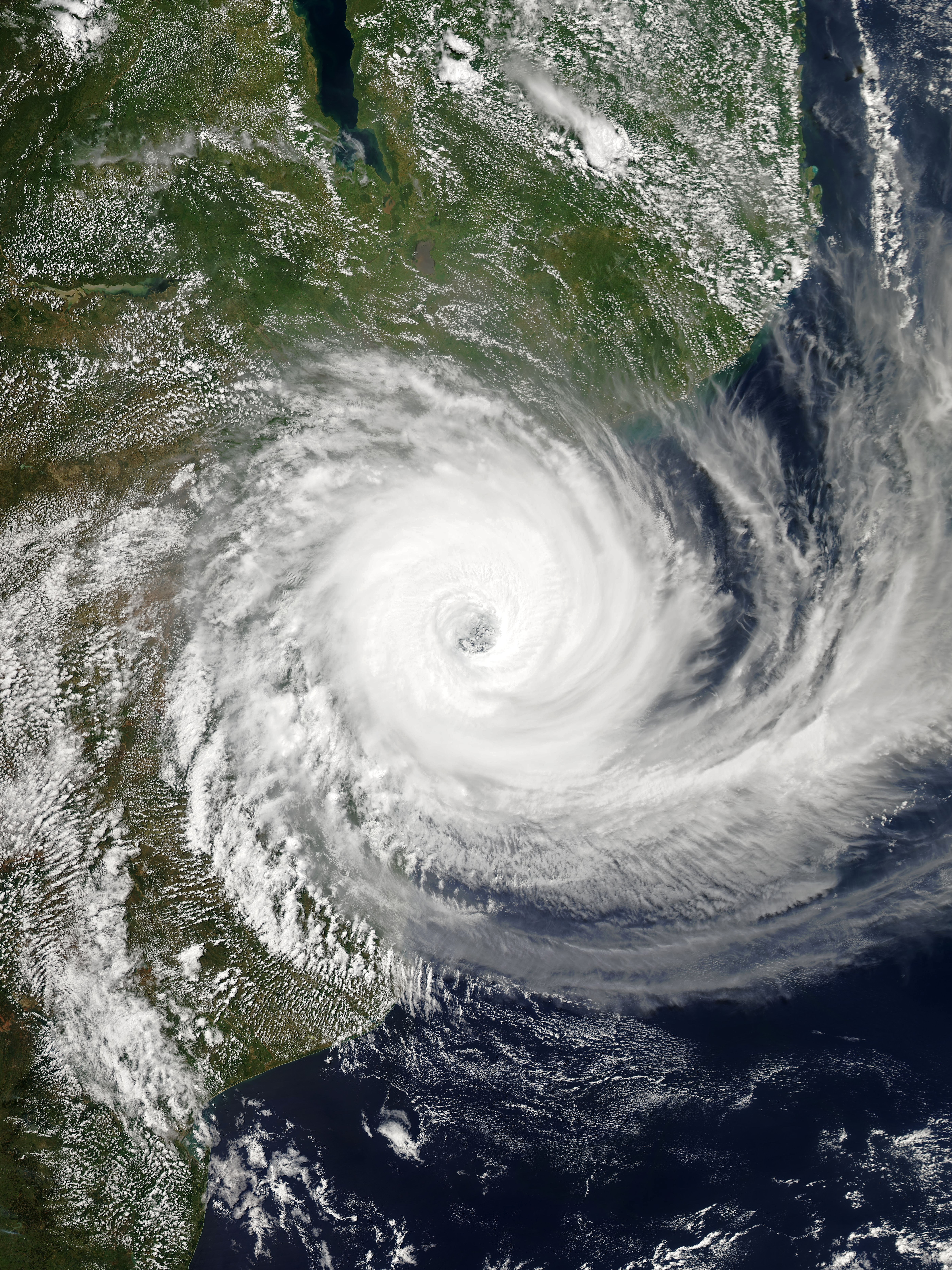
Ciclone Idai perto do desembarque em Moçambique em março de 2019

No sudoeste do Oceano Índico, no Hemisfério Sul entre a África e 90°E, uma perturbação tropical ou subtropical é nomeado quando se julga que se intensificou para uma tempestade tropical com ventos de pelo menos 34 kn (39 mph; 63 km/h). Isto é definido como sendo quando galernas são observados ou estimados como estando presentes perto de uma porção significativa do centro do sistema. Os sistemas são nomeados em conjunto com a reunião Météo-France pela Météo Madagascar ou pelo Serviço Meteorológico Maurício. Se uma perturbação atingir a fase de nomeação entre África e 55 ° E, em seguida, o Météo Madagáscar nomeia-a; se ele atinge a fase de nomeação entre 55°E e 90°E, em seguida, o Serviço Meteorológico Maurício o nomeia. Os nomes são retirados de três listas pré-determinadas de nomes, que rodam em uma base Trienal, com quaisquer nomes que tenham sido usados automaticamente removidos. Estes nomes são então substituídos pelo Comité de ciclones tropicais RA I da OMM, com nomes apresentados por nações membros.
| 2020–21      | 2020–21 | 2020–21  | 2020–21  | 2020–21 | 2020–21 | 2020–21   | 2020–21  | 2020–21 | 2020–21 | 2020–21 | 2020–21 | 2020–21 | 2020–21  |
| ------------ | ------- | -------- | -------- | ------- | ------- | --------- | -------- | ------- | ------- | ------- | ------- | ------- | -------- |
| Nomes        | Alicia  | Bongoyo  | Chalane  | Danilo  | Eloise  | Faraji    | Guambe   | Habana  | Iman    | Jobo    | Kanga   | Ludzi   | Melina   |
| Nomes        | Nathan  | Onias    | Pelagie  | Quamar  | Rita    | Solani    | Tarik    | Urilia  | Vuyane  | Wagner  | Xusa    | Yarona  | Zacarias |
| 2021–22      |         |          |          |         |         |           |          |         |         |         |         |         |          |
| Nomes        | Ana     | Batsirai | Cliff    | Damako  | Emnati  | Fezile    | Gombe    | Halima  | Issa    | Jasmine | Karim   | Letlama | Maipelo  |
| Nomes        | Njazi   | Oscar    | Pamela   | Quentin | Rajab   | Savana    | Themba   | Uyapo   | Viviane | Walter  | Xangy   | Yemurai | Zanele   |
| 2022–23      |         |          |          |         |         |           |          |         |         |         |         |         |          |
| Nomes        | Ambali  | Belna    | Calvinia | Diane   | Esami   | Francisco | Gabekile | Herold  | Irondro | Jeruto  | Kundai  | Lisebo  | Michel   |
| Nomes        | Nousra  | Olivier  | Pokera   | Quincy  | Rebaone | Salama    | Tristan  | Ursula  | Violet  | Wilson  | Xila    | Yekela  | Zania    |
| Referências: |         |          |          |         |         |           |          |         |         |         |         |         |          |

## Região da Austrália (90°E – 160°E)
Dentro da região australiana no Hemisfério sul entre 90°E – 160°E, um ciclone tropical é nomeado quando observações ou análises de intensidade de Dvorak indicam que um sistema tem força de vento ou ventos mais fortes perto do centro que estão previstos para continuar. O Badan Meteorologi, Klimatologi, dan Geofisika da Indonésia nomeia os sistemas que se desenvolvem entre o Equador e 10°S e 90°E 141°E, enquanto o Serviço Nacional de Meteorologia da Papua-Nova Guiné, nomeia os sistemas que se desenvolvem entre o Equador e 10°S e 141°E e 160°E. Fora dessas áreas, o Escritório de Meteorologia Australiano nomeia sistemas que se desenvolvem em ciclones tropicais. A fim de permitir que as autoridades locais e as suas comunidades tomem medidas para reduzir o impacto de um ciclone tropical, cada um destes centros de alerta reserva-se o direito de nomear um sistema mais cedo se tiver grandes hipóteses de ser nomeado. Se um nome for atribuído a um ciclone tropical que causa perda de vidas ou danos significativos e perturbação do modo de vida de uma comunidade, em seguida, o nome atribuído a essa tempestade é retirado da lista de nomes para a região. Um nome de substituição é então submetido à próxima reunião do Comité de ciclones tropicais RA V da Organização Meteorológica Mundial.

### Indonésia
Se um sistema se intensificar para um ciclone tropical entre o Equador-10 ° S e 90°e-141 ° E, ele será nomeado pelo Badan Meteorologi, Klimatologi dan, Geofisika (BMKG/TCWC Jakarta). Os nomes são atribuídos em sequência a partir da lista A, enquanto a lista B detalha os nomes que irão substituir os nomes da lista A que são retirados ou retirados por outras razões.
| Lista A      | Lista A   | Lista A | Lista A | Lista A   | Lista A | Lista A | Lista A | Lista A  | Lista A |
| ------------ | --------- | ------- | ------- | --------- | ------- | ------- | ------- | -------- | ------- |
| Anggrek      | Bakung    | Cempaka | Dahlia  | Flamboyan | Kenanga | Lili    | Pisang  | Seroja   | Teratai |
| Lista B      |           |         |         |           |         |         |         |          |         |
| Anggur       | Belimbing | Duku    | Jambu   | Lengkeng  | Melati  | Nangka  | Pepaya  | Rambutan | Sawo    |
| Referências: |           |         |         |           |         |         |         |          |         |

### Papua-Nova Guiné
Se um sistema se intensificar em um ciclone tropical entre o Equador-10 ° S e 141°e-160°E, então ele será nomeado pelo Serviço Meteorológico Nacional da Papua Nova Guiné (NWS, TCWC Port Moresby). Os nomes são atribuídos em sequência da lista A e são automaticamente retirados após serem utilizados, independentemente dos danos causados. A lista B contém nomes que irão substituir os nomes da lista A que são retirados ou retirados por outras razões.
| Lista A      | Lista A | Lista A | Lista A | Lista A | Lista A | Lista A | Lista A | Lista A | Lista A |
| ------------ | ------- | ------- | ------- | ------- | ------- | ------- | ------- | ------- | ------- |
| Alu          | Buri    | Dodo    | Emau    | Fere    | Hibu    | Ila     | Kama    | Lobu    | Maila   |
| Lista B      |         |         |         |         |         |         |         |         |         |
| Nou          | Obaha   | Paia    | Ranu    | Sabi    | Tau     | Ume     | Vali    | Wau     | Auram   |
| Referências: |         |         |         |         |         |         |         |         |         |

### Austrália

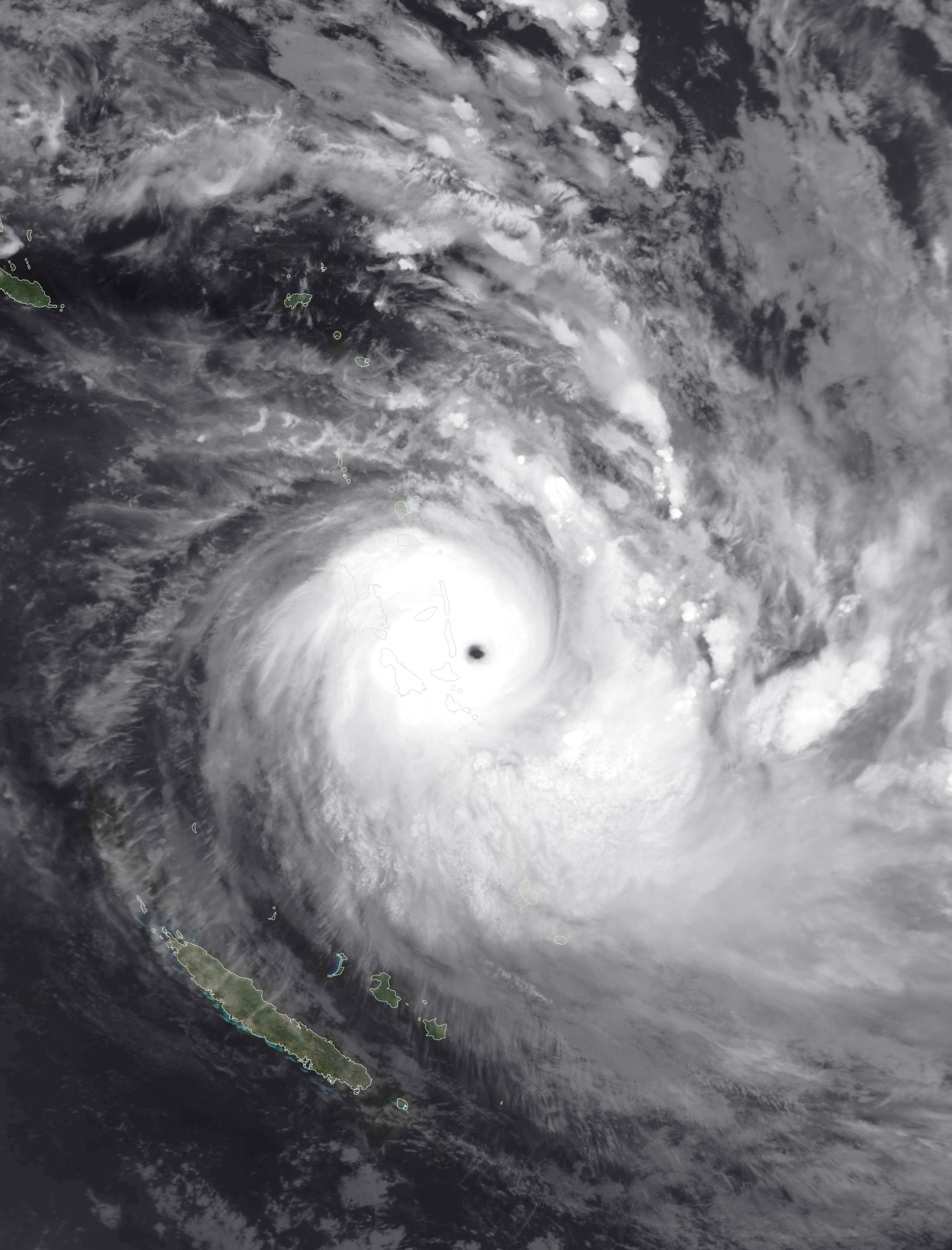
Ciclone Harold na intensidade máxima em abril de 2020

Quando um sistema se desenvolve em um ciclone tropical abaixo de 10 ° S entre 90°E e 160°E, então ele será nomeado pelo Australian Bureau of Meteorology (BoM). Os nomes são atribuídos por ordem alfabética e utilizados por ordem rotativa, independentemente do ano.
| Lista A      | Lista A | Lista A  | Lista A   | Lista A | Lista A | Lista A   | Lista A   | Lista A | Lista A  | Lista A | Lista A |
| ------------ | ------- | -------- | --------- | ------- | ------- | --------- | --------- | ------- | -------- | ------- | ------- |
| Nomes        | Anika   | Billy    | Charlotte | Dominic | Ellie   | Freddy    | Gabrielle | Herman  | Ilsa     | Jasper  | Kirrily |
| Nomes        | Lincoln | Megan    | Neville   | Olga    | Paul    | Robyn     | Sean      | Tasha   | Vince    | Zelia   | ------  |
| Lista B      |         |          |           |         |         |           |           |         |          |         |         |
| Nomes        | Anthony | Bianca   | Courtney  | Dianne  | Errol   | Fina      | Grant     | Hayley  | Iggy     | Jenna   | Koji    |
| Nomes        | Luana   | Mitchell | Narelle   | Oran    | Peta    | Riordan   | Sandra    | Tim     | Victoria | Zane    | ------  |
| Lista C      |         |          |           |         |         |           |           |         |          |         |         |
| Nomes        | Alessia | Bruce    | Catherine | Dylan   | Edna    | Fletcher  | Gillian   | Hadi    | Ivana    | Jack    | Kate    |
| Nomes        | Laszlo  | Mingzhu  | Nathan    | Oriana  | Quincey | Raquel    | Stan      | Tatiana | Uriah    | Yvette  | ------  |
| Lista D      |         |          |           |         |         |           |           |         |          |         |         |
| Nomes        | Alfred  | Blanche  | Caleb     | Dara    | Ernie   | Frances   | Greg      | Hilda   | Irving   | Joyce   | Kelvin  |
| Nomes        | Linda   | Marco    | Nora      | Owen    | Penny   | Riley     | Savannah  | Trung   | Veronica | Wallace | ------  |
| Lista E      |         |          |           |         |         |           |           |         |          |         |         |
| Nomes        | Amber   | Blake    | Claudia   | Damien  | Esther  | Ferdinand | Gretel    | Heath   | Imogen   | Joshua  | Kimi    |
| Nomes        | Lucas   | Marian   | Niran     | Odette  | Paddy   | Ruby      | Seth      | Tiffany | Vernon   | ------  | -----   |
| Referências: |         |          |           |         |         |           |           |         |          |         |         |

## Oceano Pacífico Sul (160°E – 120°W)

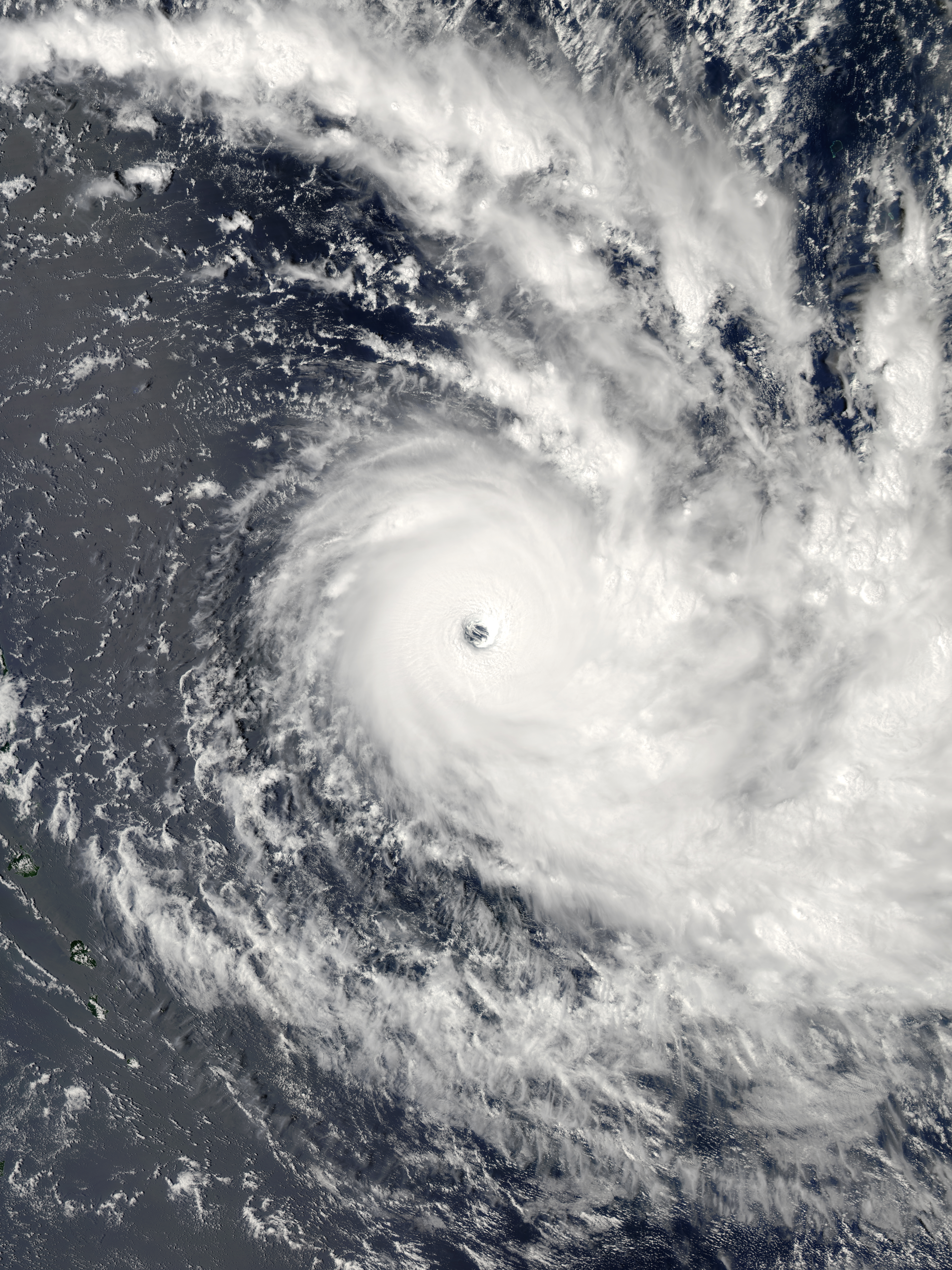
Ciclone Yasa na intensidade máxima aproximando-se de Fiji em dezembro de 2020

Quando um sistema se desenvolve em um ciclone tropical abaixo de 10 ° S entre 90°E e 160°E, então ele será nomeado pelo Australian Bureau of Meteorology (BoM). Os nomes são atribuídos por ordem alfabética e utilizados por ordem rotativa, independentemente do ano. Na bacia do Pacífico Sul, no Hemisfério Sul, entre 160°E – 120 ° W, um ciclone tropical é nomeado quando observações ou análises de intensidade de Dvorak indicam que um sistema tem ventos fortes perto do centro que estão previstos para continuar. O Serviço Meteorológico de Fiji (FMS) nomes de sistemas que estão localizados entre o Equador e 25°S, enquanto a Nova Zelândia MetService nomeia os sistemas (em conjunto com o FMS) que se desenvolvem para sul, de 25°S, a fim de permitir às autoridades locais e as suas comunidades de tomar medidas para reduzir o impacto de um ciclone tropical, o FMS reserva-se o direito de nomear um sistema mais cedo se ele tiver uma grande chance de ser nomeado. Se um ciclone tropical causar perda de vidas ou danos significativos e perturbação no modo de vida de uma comunidade, então o nome atribuído a esse ciclone é retirado da lista de nomes para a região. Um nome de substituição é então submetido à próxima reunião do Comité de ciclones tropicais RA V da Organização Meteorológica Mundial. O nome de um ciclone tropical é determinado pela utilização das listas A — D por ordem, sem ter em conta o ano antes de reiniciar com a lista A. A lista E contém Nomes que substituirão os nomes em A-D quando necessário.
| Lista A             | Lista A | Lista A | Lista A | Lista A | Lista A  | Lista A | Lista A  | Lista A | Lista A | Lista A | Lista A | Lista A | Lista A |
| ------------------- | ------- | ------- | ------- | ------- | -------- | ------- | -------- | ------- | ------- | ------- | ------- | ------- | ------- |
| Nomes               | Ana     | Bina    | Cody    | Dovi    | Eva      | Fili    | Gina     | Hale    | Irene   | Judy    | Kevin   | Lola    | Mal     |
| Nomes               | Nat     | Osai    | Pita    | Rae     | Seru     | Tam     | Urmil    | Vaianu  | Wati    | Xavier  | Yani    | Zita    |         |
| Lista B             |         |         |         |         |          |         |          |         |         |         |         |         |         |
| Nomes               | Arthur  | Becky   | Chip    | Denia   | Elisa    | Fotu    | Glen     | Hettie  | Innis   | Julie   | Ken     | Lin     | Maciu   |
| Nomes               | Nisha   | Orea    | Palu    | Rene    | Sarah    | Troy    | Uinita   | Vanessa | Wano    | ------  | Yvonne  | Zaka    |         |
| Lista C             |         |         |         |         |          |         |          |         |         |         |         |         |         |
| Nomes               | Alvin   | Bune    | Cyril   | Daphne  | Eden     | Florin  | Garry    | Haley   | Isa     | junho   | Kofi    | Louise  | Mike    |
| Nomes               | Niko    | Opeti   | Perry   | Reuben  | Solo     | Tuni    | Ulu      | Victor  | Wanita  | ------  | Yates   | Zidane  |         |
| Lista D             |         |         |         |         |          |         |          |         |         |         |         |         |         |
| Nomes               | Amos    | Bart    | Crystal | Dean    | Ella     | Fehi    | Garth    | Hola    | Iris    | Jo      | Kala    | Liua    | Mona    |
| Nomes               | Neil    | Oma     | Pana    | Rita    | Samadiyo | Tasi    | Uesi     | Vicky   | Wasi    | ------  | Yasa    | Zazu    |         |
| Lista E (Em espera) |         |         |         |         |          |         |          |         |         |         |         |         |         |
| Nomes               | Aru     | Ben     | ------  | ------  | Emosi    | Feki    | Germaine | Hart    | Ili     | Josese  | Kirio   | Lute    | Mata    |
| Nomes               | Neta    | ------  | ------  | Rex     | ------   | Temo    | Uila     | Velma   | Wane    | ------  | ------  | Zanna   |         |
| Referências:        |         |         |         |         |          |         |          |         |         |         |         |         |         |

## Oceano Atlântico Sul
Quando uma tempestade tropical ou subtropical existe no Oceano Atlântico Sul, o Serviço Meteorológico Marinho do Centro Hidrográfico da Marinha do Brasil nomeia o sistema usando uma lista predeterminada de nomes. Os nomes são organizados por ordem alfabética e utilizados em ordem rotativa, independentemente do ano.[7] O nome "Kurumi" substituiu "Kamby" em 2018 sem ser usado.
Em 2023, a Marinha do Brasil atualizou a nomenclatura de ciclones subtropicais ou tropicais que se formem ou entrem na METAREA V, cujos ventos sustentados sejam maiores do que 64 km/h: 
| Nomes        | Akará | Biguá | Caiobá | Endy | Guarani | Iguaçu | Jaci | Kaeté | Maracá | Okanga | Poti | Ren | Sumé | Tupã | Upaba | Ybatinga |  |
| Referências: |       |       |        |      |         |        |      |       |        |        |      |     |      |      |       |          |  |

| Nomes        | Aratu | Buri | Caiçara | Esapé | Guaí | Itã | Juru | Katu | Murici | Oryiba | Peri | Reia | Samburá | Taubaté | Uruana | Ytu |  |
| Referências: |       |      |         |       |      |     |      |      |        |        |      |      |         |         |        |     |  |